# Pedro Froilaz de Trava
Pedro Froilaz de Trava (Laxe, c. 1075 - 1128), conde de Traba, foi um personagem fundamental na história da Galiza, por lhe ter sido encomendada a educação do futuro rei Afonso VII e pela sua colaboração com o bispo Diego Gelmírez na política galega da época.

## Origens e primeiros anos
Foi filho de Froila Bermúdez e Elvira de Faro Criou-se na corte do Rei Afonso VI e casou pela vez primeira antes de 1088 com Urraca Froilaz filha do conde Froila Arias e de Ardiu Didaci, descente do conde galego Menendo González, o tutor do rei Afonso V, que ademais era neto de Hermenegildo Guterres e sobrinho de São Rosendo. Os domínios do casal incluíam um extenso território entre Noia e Ortigueira, basicamente a parte da província da Corunha entre o rio Tambre e o mar, o qual origina o nome de Conde de Trastâmara. Fizeram numerosas doações à igreja e a ordens religiosas.

## A corte e a política

### Apoio deRaimundo de Borgonha

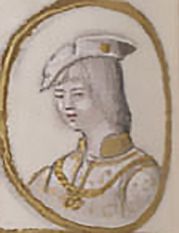
Garcia da Galiza, rei a quem o pai de Pedro apoiara.

Pedro Froilaz descendia de uma linhagem com vocação de domínio na Galiza e de enorme influência na corte de Leão. Por sua vez, Urraca Froilaz pertencia a uma família não menos importante, ainda que dois acontecimentos trocassem a posição hegemônica desta família:
- O encarceramento de D. Garcia da Galiza, a quem Froila Bermúdez apoiara, por parte de Afonso V;
- A derrota do conde galego rebelde Rodrigo Ovéquiz também por Afonso VI de Leão.

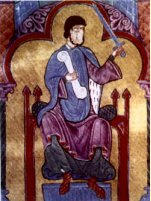
Raimundo, suserano de Pedro.

Isto obrigou a família magnatícia dos Trava a recompor seu rol de influência no espaço político galaico. Deste jeito, D. Pedro Froilaz sabe que para mantê-lo tem que se erigir no sustentador e homem de confiança do conde Raimundo de Borgonha, a quem Afonso VI cedera o governo do reino da Galiza. O grau de independência deste conde e o seu poder militar davam possibilidades de progresso social e político aos Trava, máxime quando o âmbito de intervenção de Raimundo, para além da própria Galiza, o ia tornando no mais sério candidato à sucessão de Afonso VI.
Os amplos domínios de  Pedro a Norte do rio Tambre (o condado de Trastâmara) garantiam a Raimundo fidelidade de todas as vilas desde o porto de Noia até ao golfo Ártabro.
No território da Galiza, aparece co-assinando os documentos de  Raimundo: em 1095 colocou a sua assinatura na concessão de um salvo-conduto aos mercadores de Santiago de Compostela. Em 1096 fez o mesmo numa concessão de  Raimundo em prol de bispado de Mondoñedo. Em 1096 aparece numa permuta de vilas entre  Raimundo e o mosteiro de Carboeiro. Em 1107, participa numa escritura de doação de Raimundo à Igreja de Santiago. Assim mesmo, dá justiça no nome do rei mesmo fora da Galiza.
A sua posição proeminente ficou plenamente demonstrada quando, em 1105, Raimundo de Borgonha e sua mulher Urraca I, filha de Afonso VI, lhe confiam a educação do seu filho Afonso Reimúndez, o futuro Afonso VII, passando a ser o seu aio.

### Principis Gallecie

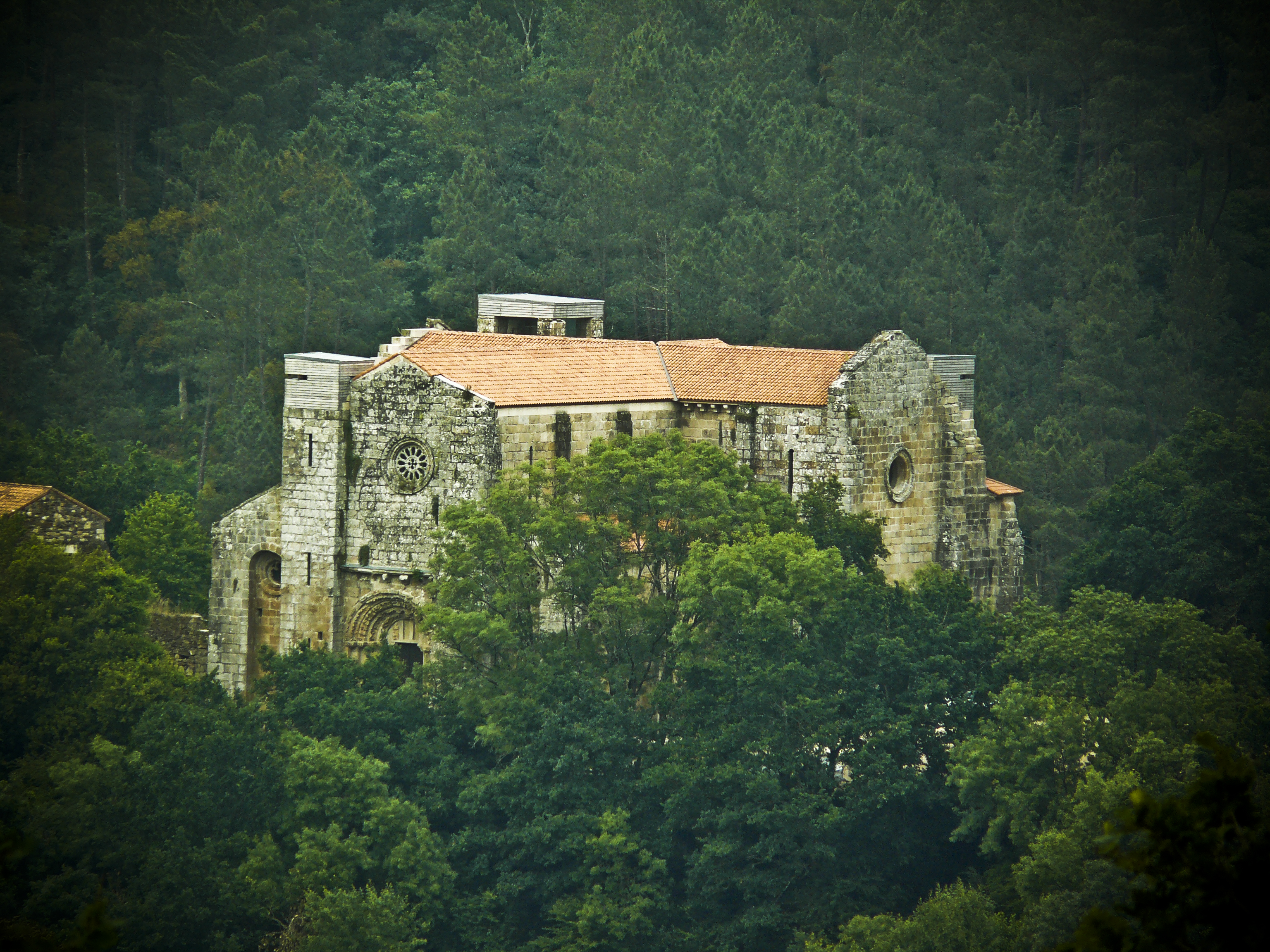
Mosteiro de Carboeiro

Em 1107, já agonizante, Raimundo chamou os que lhe eram leais, confirmou a tutoria do seu filho ao seu principal valedor, Pedro, e solicitou deles a máxima lealdade para quem deveria ser o novo soberano da Galiza.
Nesse momento a liderança da Galiza por Pedro Froilaz é total e sem intermediários. A partir de 1107 assina como conde da Galiza. Em 1108 assina uma doação ao mosteiro de Caaveiro como principis Gallecie.
Urraca, falecido também seu pai, olhava já pelos seus destinos à frente de todos os territórios da coroa de Leão e, precisada de apoios, casava com Afonso I de Aragão e Navarra. Este se fez dono de Castela e Leão, provocando a imediata reação de Pedro Froilaz. Aglutinando ao mais granado da nobreza galega, proclamou como rei da Galiza a Afonso Raimúndez, seu protegido em 1109. Apoiava-se no testamento de Afonso VI. Nele garantia-se a soberania do seu neto sobre Galiza no caso de Urraca voltar a casar, tal como acontecera.
Tropas castelãs, leonesas e aragonesas mandadas por Afonso o Batalhador invadiram Galiza, e venceram em Monterroso ao exército galego do conde Pedro. A violência das tropas do aragonês restaram-lhe apoios na Galiza. Isto permitiu a Pedro Froilaz recuperar-se e, em três meses, voltar a ficar com o controlo da Galiza (Abril de 1110) e expulsar as forças invasoras.
Pactuou com Henrique de Borgonha, conde de Portugal, uma aliança contra o novo soberano de Leão e Castela. Iniciou uma ação de encarceramento dos nobres que não reconheciam ao seu protegido. Só Arias Pérez conseguiu uma importante liberdade de movimentos até o ponto de raptar o rei menino e encerrá-lo em Pena Corneira. Arias Pérez, porém, estava só e teve que pactuar a libertação do seu cativo em troca da sua própria liberdade.

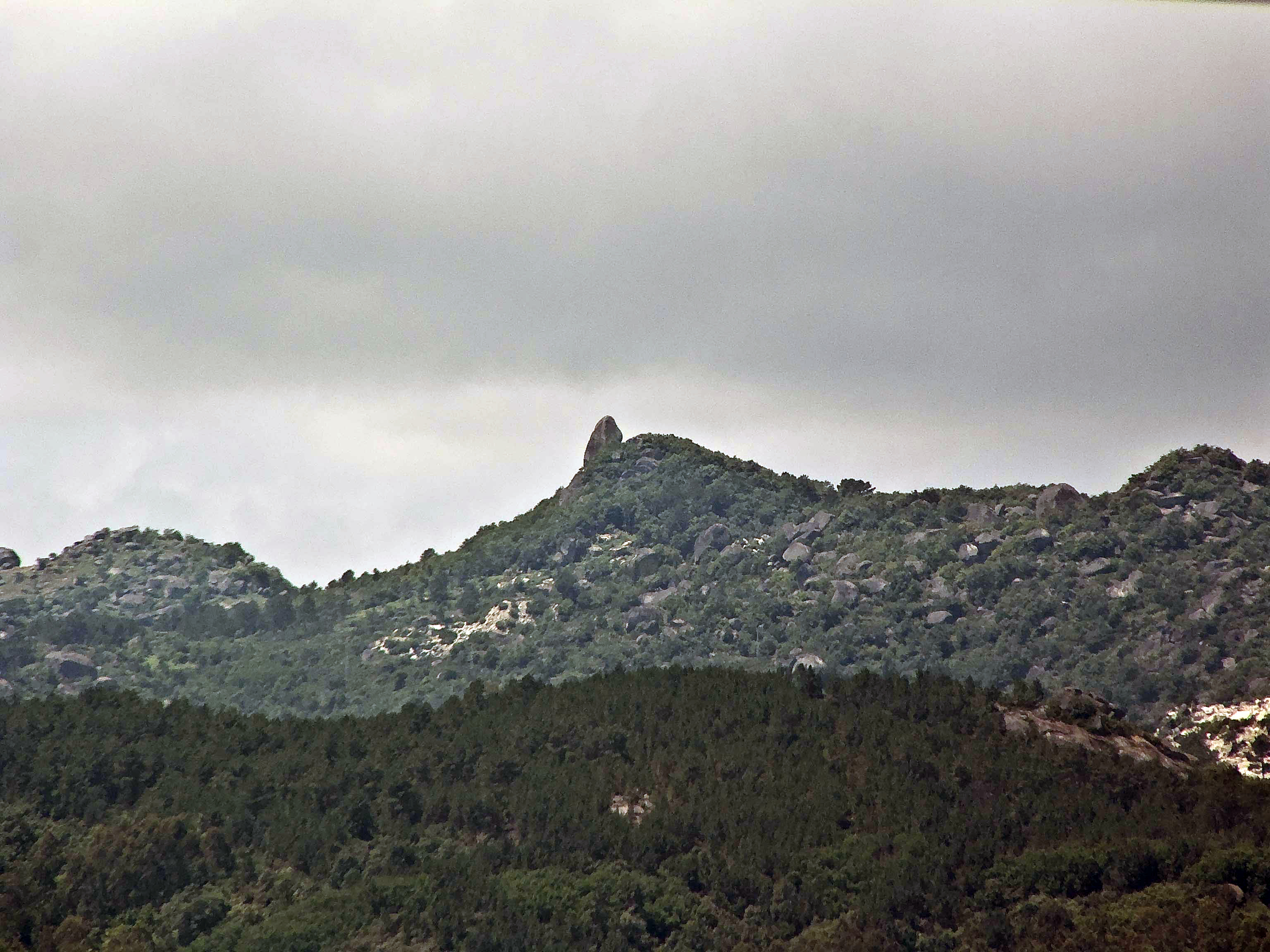
Pena Corneira, lugar onde Arias Pérez encerrou no desaparecido castelo ao futuro rei Afonso VII

Vistos os riscos que se corriam, Pedro Froilaz chegou a travar uma aliança com o poderoso bispo de Santiago Diego Gelmírez com o objetivo de coroar solenemente a Afonso Raimundez e consolidar sua soberania sobre o Reino da Galiza. Em efeito, a 17 de Setembro de 1111 o rei menino era coroado com toda a honra de um novo monarca na catedral compostelana, em presença submissa de todos os magnatas do Reino da Galiza.

### Caudilho e Mordomo real
Pedro Froilaz passou, pois, de aio a mordomo real; e dada a curta idade do novo monarca, a regente dos destinos da Galiza. Nesse momento, entrava em crise o matrimônio entre Urraca e Afonso de Aragão, pelo qual Pedro Froilaz pôs-se à frente das suas tropas para levar seu protegido à cidade de Leão. Mas o aragonês saiu à altura de Astorga ao encontro da expedição e derrotou as tropas galegas na encarniçada batalha de Viandangos. Pedro Froilaz foi feito prisioneiro e deve pagar um resgate pela sua liberdade. Urraca voltaria a se reconciliar com o seu homem. Gelmírez e Pedro Froilaz compreenderam que era preciso um entendimento com a rainha para manter suas ânsias e seu predomínio na Galiza.
Urraca quis fazer patente que Galiza, quando menos teoricamente, continua sendo uns dos seus reinos e para isto procurou tal reconhecimento sem despertar oposição nos senhores da mesma: em 1112, assinou um diploma doando a Pedro Froilaz importantes posses a Sul do Tambre (no vale do Deza e no Salnés).
Pedro Froilaz nesse momento aparecia como defensor de Urraca no quadro de um novo desencontro desta com o seu homem. Foram as tropas galegas as que protagonizaram o sítio deste em Carrión, e as que puseram as terras leonesas sob comando da rainha. Mas esta não tardaria em voltar aos braços do batalhador. Volveram a rainha leonesa e o rei aragonês a inimizar-se e, uma vez mais, Diego Gelmírez e Pedro Froilaz capitaneiam um exército que persegue a Afonso o Batalhador em Atapuerca e derrotam-no em Burgos (ano 1113), compensando, segundo a História Compostelana, a covardia das tropas castelhanas, submissas e espantadiças frente à violência do aragonês.

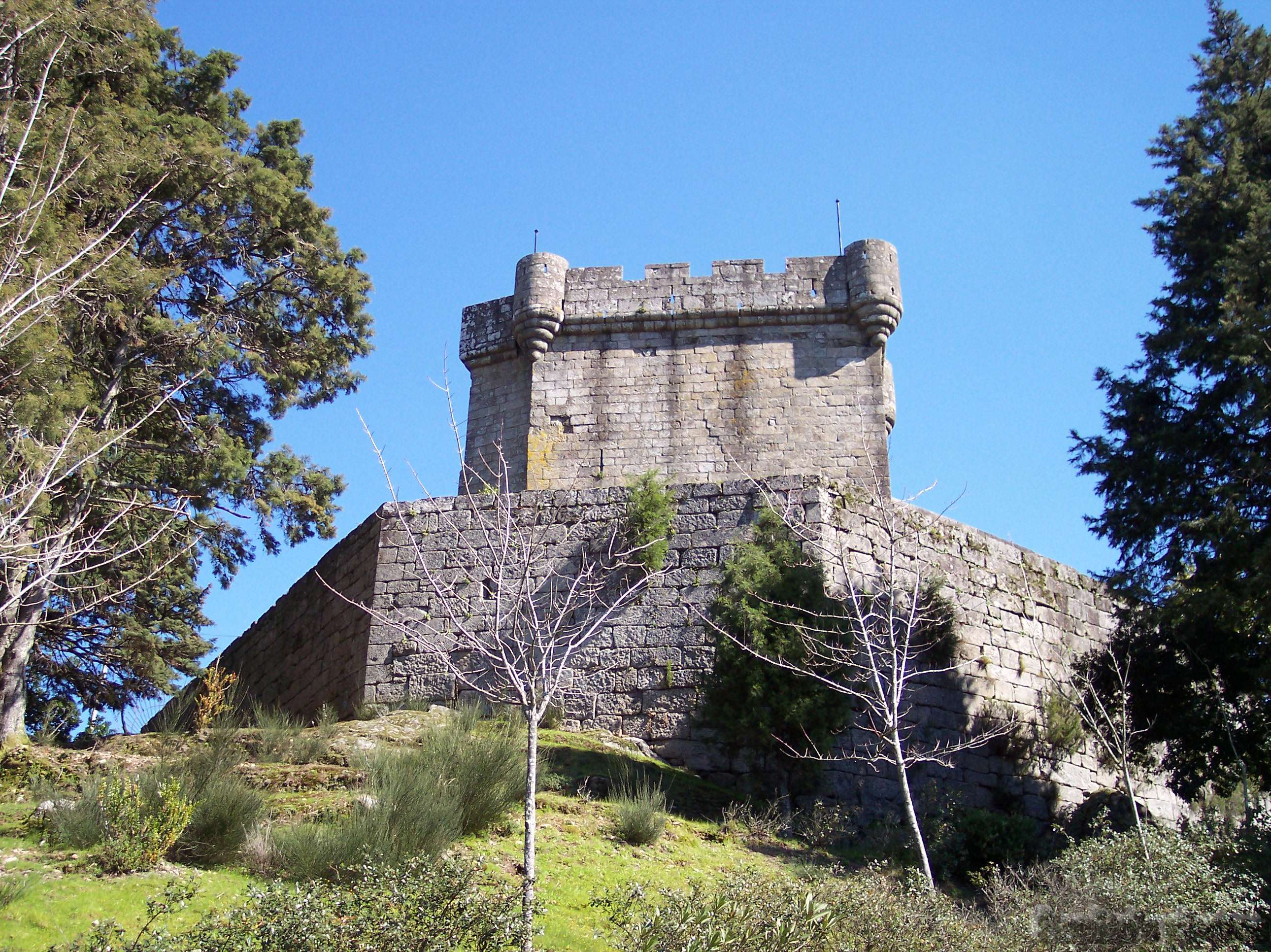
Castelo de Sobroso onde Froilaz e Gelmírez sitiaram a Dona Urraca

Em 1116, Pedro Froilaz e Diego Gelmírez tinham todo o reino da Galiza sob a soberania do Afonso Raimúndez. Urraca procurou não perder posições, aparecendo em Santiago como valedora dos direitos da burguesia da cidade. Pretendia ganhar pé no ponto mais débil de Gelmírez. Buscou apoios no Sul da Galiza; mas aí se encontrou com a aliança entre os Trava e sua prima Teresa de Leão. As tropas de ambos sitiaram-na no castelo de Sobroso. Urraca conseguiu escapar, e voltou a Leão deixando a Galiza novamente em mãos de Gelmírez e os Trava, que através de Fernán Pérez de Trava (o filho de Pedro Froilaz) ampliavam sua influência até as terras propriamente portuguesas, cada vez mais afastadas politicamente de Leão.
Roto definitivamente o matrimônio entre a rainha castelã e o rei aragonês, os Trava sabiam que, para assegurar a sucessão de Afonso Raimundez em todos os reinos da coroa leonesa, era preciso entender-se com Urraca. Trouxeram novamente à rainha a Santiago, onde foi recebida por Gelmírez. Os burgueses sentiram-se atraiçoados pela rainha e levantaram-se violentamente. Gelmírez teve que fugir disfarçado pelos telhados da sitiada catedral. Urraca foi despida e ultrajada na Praça do Obradoiro. A rebelião compostelana semelhava triunfar, até que as tropas de Pedro Froilaz assomaram nas abas do Monte Pedroso ameaçando com entrar a sangue e fogo na cidade. Os burgueses arrependidos pediram clemência.
As consequências chegaram cedo: Urraca reconhecia plenamente os direitos sucessórios do seu filho; Pedro Froilaz levou-o a Toledo onde, em 1117, foi reconhecido como rei. Em 1118 mãe e filho doaram o poderoso mosteiro de Sobrado dos Monxes a Bermudo e Fernão Peres de Trava, em clara vontade de consolidar o apóio da linhagem de Pedro Froilaz.
Neste período há uma espécie de co-governo na Galiza entre Afonso Raimúndez e sua mãe. Mas nos documentos de ambos aparece sempre como principal magnata D. Pedro como Comes Gallecie ou como orbem Galetiae imperante. Esta posição de supremacia continua resultando incômoda para Urraca, que tentou um golpe de mão audaz encarcerando com engano a Pedro em 1123. O filho de Urraca opôs-se a este encarceramento com contundência, até que conseguiu a sua pronta libertação.
Por fim o conde da Galiza e mordomo real do rei galego presenciava a coroação de Afonso VII em Leão. A morte de Dona Urraca dava passo a um reinado estável onde os Trava manteriam sua preeminência galaico-leonesa, mas onde fracassariam no controlo do espaço português.

## Proteção de mosteiros

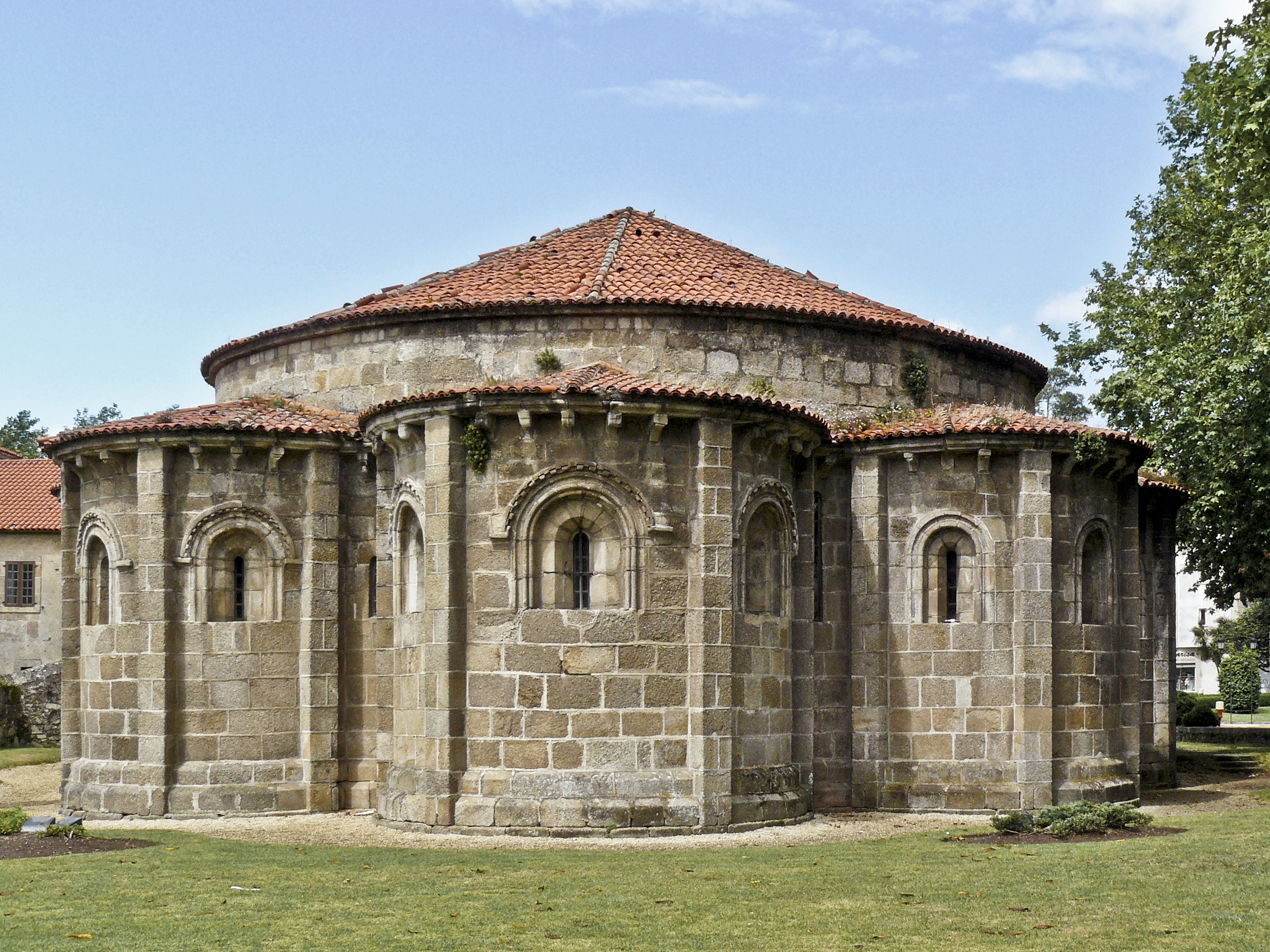
Absides da igreja do desaparecido mosteiro de Cambre

Protótipo de caudilho medieval; sua atividade guerreira era compatibilizada com o seu papel de favorecedor da Igreja e o monacato. Entre os mosteiros que se viram favorecidos pelo seu favor foram os de Xuvia, o de Moraime, o de Sobrado dos Monxes, San Xoán de Sabardes (Noia), São Tomé, na comarca de Bergantiños, Cambre e Caaveiro.
O mosteiro de Cins era da sua propriedade. Quando a comunidade feminina foi expulsa, devido à política auspiciada por Roma de acabar com os mosteiros dúplices, opôs-se com veemência e destituiu o abade e foi à Sede papal, a que ordenou a Diego Gelmírez resolver a situação reconhecendo os direitos de Pedro Froilaz e a volta das mulheres.
No seu testamento deixou vilas, bens e posses às igrejas de Santiago e Mondoñedo.
Está enterrado no Panteão Real da Capela das Relíquias da catedral de Santiago de Compostela.

## Casamentos e descendência
Com Urraca Froilaz, filha de Froila Arias e de Ardiu Dias, teve:
1. Froila Pérez.
2. Bermudo Peres de Trava, tenente em Trastâmara casado com Urraca Henriques, infanta de Portugal, filha de Henrique de Borgonha, conde de Portucale e de Teresa de Leão, condessa de Portugal.
3. Fernão Peres de Trava, conde de Trastâmara c. 1100 casou com Sancha Gonçalves e foi amante de Teresa de Leão, condessa de Portugal, com quem teve descendência.
4. Lupa.
5. Jimena.

Volta a casar com Mor "Gontrodo" Rodrigues, filha do conde Rodrigo Moniz e neta do conde Munio Rodrigues e da condessa Jimena Ordonhes, de quem teve vários filhos:
1. Rodrigo Peres de Trava "o Velloso"
2. Garcia.
3. Elvira Peres de Trava, que casou com Gomes Nunes de Pombeiro filho de Nuno de Celanova  e de  Sancha Gomes.
4. Toda.
5. Urraca
6. Sancha.
7. Iduaria.